# Andreas Heinz (Mediziner)

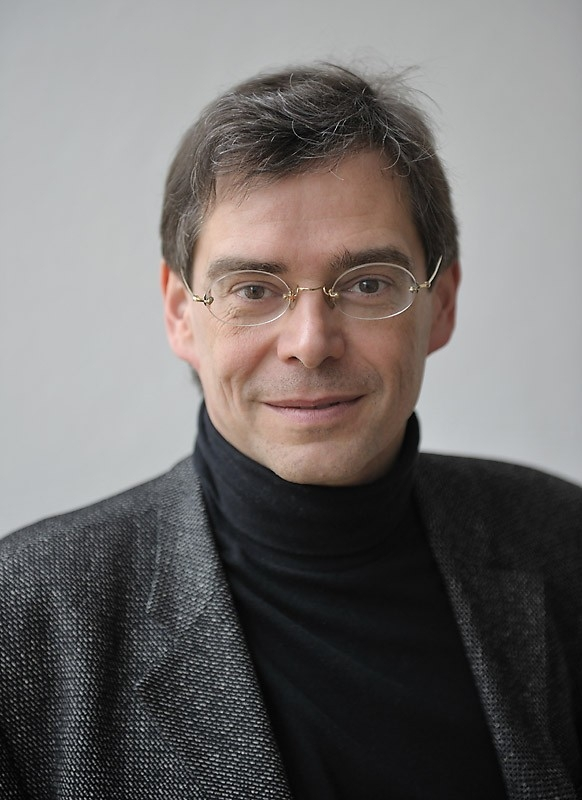
Andreas Heinz

Andreas Heinz (* 4. Februar 1960 in Stuttgart) ist ein deutscher Psychiater und tiefenpsychologischer Psychotherapeut. Er war von 2002 bis 2025 Direktor der Klinik für Psychiatrie und Psychotherapie am Campus Charité Mitte in Berlin. Seit dem 1. April 2025 ist Andreas Heinz Senior Professor an der Klinik für Psychiatrie und Psychotherapie der Universität Tübingen.

## Leben
Andreas Heinz studierte Medizin, Philosophie und Anthropologie an der Ruhr-Universität Bochum, an der Freien Universität Berlin und an der Howard University Washington DC. Er promovierte 1988 in Bochum zum Dr. med. mit einer Arbeit zum Thema Anthropologische und evolutionäre Modelle der Schizophrenieforschung. Nachfolgend arbeitete er als Postdoc am National Institute of Health, Bethesda MD. 1998 wurde er an der Freien Universität Berlin mit der Schrift Das dopaminerge Verstärkungssystem für Psychiatrie und Psychotherapie habilitiert. 2013 wurde Heinz an der Philosophischen Fakultät der Universität Potsdam mit der Arbeit Der Begriff psychischer Krankheit promoviert. 2022 habilitierte er sich an der Universität Potsdam mit der Schrift Das kolonisierte Gehirn und die Wege der Revolte für Philosophie.
2002 wurde er Direktor der Klinik für Psychiatrie und Psychotherapie an der Charité in Berlin. Von 2012 bis 2017 war er stellvertretender Vorsitzender der Aktion Psychisch Kranke, einer Vereinigung zur Psychiatriereform. Von 2010 bis 2014 war er Präsident der Deutschen Gesellschaft für Biologische Psychiatrie (DGBP). Von 2008 bis 2011 war er Sprecher der Ständigen Konferenz der Lehrstuhlinhaber für Psychiatrie in Deutschland. Seit 2009 ist er Beisitzer im Vorstand der Deutschen Gesellschaft für Psychiatrie und Psychotherapie, Psychosomatik und Nervenheilkunde (DGPPN) und war 2020 bis 2021 auch Präsident der Fachgesellschaft. Zudem war er Projektleiter im internationalen Forschungsprojekt „Seelische Gesundheit und Migration“.  Er vertritt eine personenzentrierte Ausrichtung und eine Öffnung der Psychiatrie. 2011 wurde er auf Grund besonderer Forschungsleistungen zum Leibniz Chair am Leibniz-Institut für Neurobiologie Magdeburg ernannt. Für das Wintersemester 2014/2015 wurde er zum Karl-Jaspers-Gastprofessor an der Universität Oldenburg ernannt worden.
Heinz ist Leiter des Bereichs Migration, psychische und körperliche Gesundheit und Gesundheitsförderung am Berliner Institut für empirische Integrations- und Migrationsforschung.
Heinz ist Herausgeber des Lehrbuchs „Praxis der interkulturellen Psychiatrie & Psychotherapie. Migration und psychische Gesundheit“ und Autor zahlreicher wissenschaftlicher Publikationen zur Psychiatrie im Nationalsozialismus, kritischen Neurowissenschaft und Neurobiologie der Psychosen und Alkoholerkrankungen.
Andreas Heinz ist Standortsprecher im Deutschen Zentrum für Psychische Gesundheit.
Andreas Heinz ist ein Enkel des ehemaligen Präsidenten des Landesarbeitsamtes Baden-Württemberg Eugen Heinz.

## Werk
In seiner Besprechung psychiatrischer Theorien, die die Manifestation schizophrener Psychosen im 20. Jahrhundert erklären wollten, kritisierte Heinz die Verwendung eurozentrischer Entwicklungsmodelle. Solche Modelle postulieren, dass die kulturelle Entwicklung unilinear verlaufe und der Hirnentwicklung entspräche, wobei Europäer die angeblich höchst entwickelte Stufe einnehmen sollen und andere Bevölkerungsgruppen „primitiveren“ Stadien der kulturellen wie der Hirnentwicklung zugeordnet wurden. In solchen Entwicklungsmodellen wird Schizophrenie verstanden als ein Verlust höherer kognitiver Funktionen und als evolutionärer „Rückschritt“ bzw. als „Regression“ zu einem „primitiveren“ funktionellen Niveau, was vermeintliche Ähnlichkeiten zwischen psychotischen Erfahrungen und magischen oder „prälogischen“ Gedankengängen bei nicht-europäischen Populationen erklären sollen. Heinz zeigt, dass diese Theorien höchst widersprüchlich sind und ein zu vereinfachtes Modell der Hirnentwicklung auf soziale Interaktionen projizieren und dabei übersehen, dass die vermeintlichen „primitiven“ Populationen zu Beginn des 20. Jahrhunderts dem europäischen Imperialismus und Kolonialismus unterworfenen Bevölkerungen waren. Heinz kritisiert, dass solche uniformen Modelle die Diversität menschlicher Entwicklung vernachlässigen und zudem strukturell zu vereinfachte Modelle einer „top-down“-Kontrolle und einer „bottom-up“-Unterordnung auf Hirnregionen projizieren, womit die komplexen Interaktionen im menschlichen zentralnervösen System nicht adäquat abgebildet werden. Heinz verweist auf den Einfluss sozialpolitischer und rassistischer Vorstellung auf die Geschichte der Forschungsansätze und Theorien im Bereich psychischer Erkrankungen.
In seiner empirischen Arbeit fokussierte sich Heinz auf „bottom-up“-Arten der Informationsweitergabe beim belohnungsabhängigen Lernen und auf die damit verbundenen Neurotransmittersysteme wie beispielsweise das dopaminerge und serotonerge System. Er übertrug Ideen zur Funktion des Dopamins aus dem Bereich der Suchtforschung auf die Theorie der Entstehung schizophrener Psychosen und folgerte, dass eine chaotische oder stressinduzierte, kurzfristige (phasische) Erhöhung der Dopaminfreisetzung im Striatum dazu führt, dass anderweitig irrelevante Umweltreize als bedeutsam erlebt werden und so zur Wahnstimmung beitragen, eine Hypothese, die später auch von Shitij Kapur aufgenommen wurde. Weitere empirische Studien von Heinz und anderen zeigten, dass einfache Modelle einer „top-down“-Fehlfunktion vermeintlich höherer Hirnzentren bei psychotischen Erkrankungen nicht zutreffen; stattdessen verweisen seine Befunde auf komplexe Interaktionen zwischen Hirnzentren, die Fehler in der Vorhersage von Belohnung berechnen, appetitive und bedrohliche Reize verarbeiten und zur fluiden Intelligenz beitragen.
Diesen theoretischen und unbewiesenen Überlegungen von Heinz entgegenstehen allerdings die mittlerweile unzähligen Belege aus der Neuropsychologie, Elektrophysiologie und Bildgebung des Gehirns, wonach primär die höheren kognitiven Funktionen, die an den Neokortex und vor allem den präfrontalen Kortex gebunden sind, bei schizophrenen Patienten und deren nicht-psychotischen Angehörigen deutlich und zum Teil massiv gestört sind. Danach ist das subkortikale dopaminerge System autoregulatorisch bei der Entwicklung der Psychose lediglich von sekundärer Bedeutung, wobei das in der Folge überaktive dopaminerge System die Psychose (Wahnentwicklung) zum Ausbruch bringt. Moderne Computersimulationen der schizophrenen Funktionsstörungen im Gehirn sind mit dieser Befundlage vereinbar. Dies wiederum steht mit der ebenfalls umfassend belegten evolutionären Entwicklung des Gehirns bis hin zu den Primaten in Einklang, wonach das Gehirn "top-down" sehr wohl hierarchisch organisiert ist und dem beim Menschen am weitesten entwickelten präfrontalen Kortex (Stirnhirn), mit seinen dort implementierten Funktionen wie Fokussierung, Arbeitsgedächtnis, Planung und Strategie, Impulskontrolle sowie Kontrolle von Emotionen und Trieben, eine überragende Bedeutung zukommt. Dass sich starke Emotionen oder Impulse schwerer als schwache Emotionen oder Impulse kontrollieren lassen, liegt in der Natur der Sache.
Bezüglich kognitiver Kapazitäten und der Intelligenz betont Heinz die Bedeutung stress-assoziierter Veränderungen bei der dopaminergen Neurotransmission für die neurobiologischen Korrelate der fluiden Intelligenz. Er benennt Stresserfahrungen, soziale Isolation und Diskriminierung als wesentliche Faktoren, die basale kognitive Funktionen sowie die seelische Gesundheit generell beeinflussen. Basierend auf Studien, die die Rolle sozialer Ausschließung betonen, vertritt Heinz eine gemeindenahe psychiatrische Versorgung, die Öffnung zuvor geschlossener Stationen und die Inklusion von Menschen mit psychischen Erkrankungen auf allen gesellschaftlichen Ebenen.
Bezüglich der Begriffe psychischer Gesundheit und Krankheit kritisiert Heinz die Ansicht, dass seelische Störungen als Abweichung von einem Zustand der „Normalität“ definiert werden können. Heinz betont, dass die Häufigkeit, in der psychische Erkrankungen auftreten, kein valides Kriterium sind, um zu entscheiden, ob ein bestimmter Zustand als Krankheit verstanden werden kann oder nicht, denn sonst wäre angesichts der zunehmenden Zahl von Demenzerkrankungen im höheren Lebensalter die Demenz irgendwann als Zustand der „Normalität“ zu verstehen, was unsinnig sei. Stattdessen schlägt Heinz vor, dass Diskussionen über klinisch relevante psychische Erkrankungen unterscheiden sollten zwischen dem medizinischen Aspekt einer Störung, der im Englischen unter dem Begriff „disease“ verhandelt wird, der subjektiven Krankheitserfahrung, die im Englischen unter dem Begriff der „illness“ erfasst wird sowie Einschränkungen der sozialen Teilhabe, die im Englischen unter dem Aspekt der „sickness“ beschrieben werden. Heinz schlägt vor, dass eine klinisch relevante psychische Erkrankung nur dann diagnostiziert werden sollte, wenn Kriterien des Vorliegens einer medizinisch relevanten Erkrankung („disease“) ebenso erfüllt sind wie entweder jene des Vorliegens einer subjektiven Beeinträchtigung („illness“) oder einer Einschränkung der sozialen Teilhabe („sickness“). Bezüglich des medizinischen Aspekts der Krankheitsdiagnose postuliert Heinz, dass das medizinische Krankheitskriterium nur dann erfüllt wäre, wenn eine mentale Funktion beeinträchtigt ist, die generell für das Überleben des Individuums oder zumindest das Leben mit anderen Personen in der Mitwelt von entscheidender Bedeutung ist. Mit Bezug auf die klinische Praxis geht Heinz davon aus, dass medizinisch relevante Symptome psychischer Erkrankungen wie die eines Deliriums oder einer Demenzerkrankung generell lebensbedrohlich sind, während die Leitsymptome von Psychosen und schweren affektiven Erkrankungen eher die Fähigkeit der betroffenen Person beeinträchtigen, mit anderen zu leben, zum Beispiel weil die Intentionen und Handlungen äußeren „Kräften“ wie zum Beispiel imperativen akustischen Halluzinationen oder von außen „eingegebenen“ Gedanken zugeschrieben werden. Heinz betont, dass solche medizinisch relevanten Symptome und damit Hinweise für eine psychische Erkrankung für sich allein genommen aber nicht ausreichen, um eine klinisch relevante Erkrankung zu diagnostizieren, da Menschen akustische Halluzinationen erleben können (und damit das medizinische Krankheitskriterium erfüllen), aber weder darunter leiden noch davon in ihrer sozialen Teilhabe beeinträchtigt werden. Heinz postuliert, dass in diesen Fällen keine klinisch relevante psychische Erkrankung diagnostiziert werden sollte. Heinz empfiehlt die Fokussierung des Gesundheitssystems auf Personen mit klinisch relevanten psychischen Erkrankungen, um den schwer erkrankten Menschen gerecht zu werden und deren Inklusion in die Arbeitswelt und die Gemeinde zu fördern.

## Mitgliedschaften
- Stellvertretender Vorsitzender der Aktion Psychisch Kranke, Mitglied seit 2007 und Vorstandsmitglied 2012–2017.
- Vorstandsmitglied der Deutschen Gesellschaft für Psychiatrie und Psychotherapie, Psychosomatik und Nervenheilkunde, seit 2009. Präsident 2019–2020
- Vorstandsmitglied der European Psychiatric Association, 2013–2016.
- Präsident der Deutschen Gesellschaft für Biologische Psychiatrie, 2010–2014.
- Sprecher der ständigen Konferenz der Lehrstuhlinhaber für Psychiatrie in Deutschland, 2008–2011.

### Berufsverbände
- Mitglied in der Society for Neuroscience, seit 1995.
- Mitglied in der Berlin Society for Philosophy and the Science of Psychiatry, Organisator des Seminars „Schizophrenia and language“, seit 1994
- Mitglied in der European Psychiatric Association  die bis 2010 Association of European Psychiatrists hieß  seit 2000
- Mitglied des Wissenschaftlichen Beirates des Leibniz-Institut für Neurobiologie Magdeburg, seit 2010

### Reviewtätigkeit
- Mitglied im Fachbeirat von Der Nervenarzt, der Zeitschrift der Deutschen Gesellschaft für Psychiatrie, Psychotherapie und Nervenheilkunde, der Deutschen Gesellschaft für Neurologie und der Deutschen Schlaganfall-Gesellschaft,  seit 2003.
- Mitglied im International Board von Psychiatrie & Psychotherapie,[26] der Zeitschrift der Österreichischen Gesellschaft für Psychiatrie und Psychotherapie, seit 2006.
- Mitglied im Fachbeirat des Deutschen Ärzteblattes, seit 2009.
- Mitglied im Editorial Board der Zeitschrift Journal of Dual Diagnosis, seit 2012.
- Mitglied im Editorial Board der Zeitschrift Biological Psychiatry: GOS, seit 2020.

## Schriften (Auswahl)
- Andreas Heinz: Das dopaminerge Verstärkungssystem: Funktion, Interaktion mit anderen Neurotransmittersystemen und psychopathologische Korrelate. In: Monographien aus dem Gesamtgebiete der Psychiatrie. Band 100. Steinkopff Verlag, Darmstadt 1998 (eingeschränkte Vorschau in der Google-Buchsuche).[2]
- Andreas Heinz: Colonial practices in the construction of the schizophrenic patient as primitive man. In: Critique of Anthropology. Nr. 18, 1998, S. 421–444 (charite.de [PDF; 1,5 MB]).
- Andreas Heinz: Anthropologische und evolutionäre Modelle in der Schizophrenieforschung. In: T. Heise, J. Schuler (Hrsg.): Das transkulturelle Psychoforum. Band 9. Verlag für Wissenschaft und Bildung, Berlin 2002 (eingeschränkte Vorschau in der Google-Buchsuche).
- Andreas Heinz, D. F. Braus, M. N. Smolka, J. Wrase, I. Puls, D. Hermann, S. Klein, S. M. Grüsser, H. Flor, G. Schumann, K. Mann, C. Büchel: Amygdala-prefrontal coupling depends on a genetic variation of the serotonin Transporter. In: Nature Neuroscience. Nr. 8, 2005, S. 20–21, doi:10.1038/nn1366 (nature.com).
- Andreas Heinz, Wielant Machleidt (Hrsg.): Praxis der interkulturellen Psychiatrie und Psychotherapie: Migration und psychische Gesundheit. Urban & Fischer Verlag/Elsevier, München 2010, ISBN 978-3-437-24570-1 (eingeschränkte Vorschau in der Google-Buchsuche).
- A. J. Heinz, A. Beck, A. Meyer-Lindenberg, P. Sterzer, Andreas Heinz: Cognitive and neurobiological mechanisms of alcohol-related Aggression. In: Nature Review Neuroscience. Nr. 12, 2011, S. 400–413, doi:10.1038/nrn3042 (nature.com).
- U. Lang, S. Hartmann, S. Schulz-Hartmann, Y. Gudlowski, R. Ricken, I. Munk, D. von Haebler, J. Gallinat, Andreas Heinz: Do locked doors in psychiatric hospitals prevent patients from absconding? In: European Journal of Psychiatry. Nr. 4/24, 2010, S. 199–204, doi:10.4321/S0213-61632010000400001 (isciii.es [PDF; 55 kB]).
- Andreas Heinz, Ulrike Kluge (Hrsg.): Einwanderung - Bedrohung oder Zukunft Mythen und Fakten zur Integration. Campus Verlag, 2012 (eingeschränkte Vorschau in der Google-Buchsuche).
- Andreas Heinz, Gernot Ernst (Hrsg.): Die widerspenstige Materie Neues aus der Naturwissenschaft und Konsequenzen für linke Theorie und Praxis. Schmetterling Verlag, 2013 (eingeschränkte Vorschau in der Google-Buchsuche).
- Andreas Heinz (Hrsg.): Der Begriff der psychischen Krankheit. Suhrkamp/Insel Verlag, 2014, ISBN 978-3-518-29708-7 (eingeschränkte Vorschau in der Google-Buchsuche).
- Andreas Heinz (Hrsg.): A New Understanding of Mental Disorders - Computational Models for Dimensional Psychiatry. MIT Press, 2017 (oup.com).
- Andreas Heinz: Das kolonialisierte Gehirn und die Wege der Revolte. Suhrkamp, 2023, ISBN 978-3-518-30003-9. (suhrkamp.de)

## Auszeichnungen
- 2000: Wilhelm-Feuerlein-Forschungspreis, Bereich Grundlagenforschung, Thema: Die Rolle der serotonergen Funktionsstörung in der Entstehung und Aufrechterhaltung der Alkoholabhängigkeit
- 2011: „Leibniz Chair“ des Leibniz-Instituts für Neurobiologie (LIN) für exzellente Forschungsleistungen im Bereich der Neurowissenschaften
- 2011: Hans-Heimann-Preis der Deutschen Gesellschaft für Psychiatrie und Psychotherapie, Psychosomatik und Nervenheilkunde (DGPPN) (zusammen mit Dr. Anne Beck); 2014: Hans-Heimann-Preis der DGPPN (zusammen mit Dr. Lorenz Deserno)
- 2013: Mitglied der Akademie der Wissenschaften und der Literatur Mainz[27]
- 2015: Mitglied der Deutschen Akademie der Naturforscher Leopoldina[28]
- 2019–2023: Sprecher des Sonderforschungsbereich Transregio 265